# Ню Йорк Оупън (тенис)
Ню Йорк Оупън (на английски: New York Open) е професионален турнир по тенис за мъже от ATP Tour 250, който се провежда в Юниъндейл, Ню Йорк, САЩ. Събитието се провежда в Nassau Veterans Memorial Coliseum, играе се на закрити твърди кортове. Описван е като „домът на черния корт“, въпреки че цветът на корта е сив.

## История
Ню Йорк Оупън е турнир по тенис на закрито на твърди кортове, провеждан в Юниъндейл, Ню Йорк, САЩ. Създаден е през 2018 г., за да замени Мемфис Оупън, който е отменен поради липса на спонсорство. През 2022 г. турнирът е преместен в Далас, Тексас, и е прекръстен на Далас Оупън.

## Финали
| Година | Шампион        | Финалист     | Резултат                      |
| ------ | -------------- | ------------ | ----------------------------- |
| 2020   | Кайл Едмънд    | Андреас Сепи | 7 – 5, 6 – 1                  |
| 2019   | Райли Опелка   | Брайдън Шнур | 6 – 1, 6 – 7(7–9), 7 – 6(9–7) |
| 2018   | Кевин Андерсън | Сам Куери    | 4 – 6, 6 – 3, 7 – 6(7–1)      |